# Кимбурга Мазовецкая
Кимбурга (Цимбарка) Мазовецкая (пол. Cymbarka Mazowiecka; 1394 или 1397 год, Варшава, герцогство Мазовия — 28 сентября 1429 года, Тюрниц, эрцгерцогство Австрия) — дочь Земовита IV, герцога Мазовецкого из рода Пястов, в замужестве — эрцгерцогиня Австрийская.

## Биография
Кимбурга родилась в Варшаве, в Мазовецком княжестве в 1394 (или 1397) году, в семье герцога Земовита IV Пяста и Александры Литовской, дочери Ольгерда, великого князя Литовского из династии Гедеминовичей. Она приходилась племянницей Владиславу II Ягайло, королю Польши.
Хотя старший брат её будущего супруга герцог Вильгельм Австрийский так и не смог жениться на принцессе Ядвиге Польской, эрцгерцог Эрнст Австрийский после смерти первой жены Маргариты Померанской прибыл в Краков ко двору королей Польши, чтобы просить руки принцессы Кимбурги Мазовецкой.
Свадьба состоялась в 1412 году в городе Буде, во дворце Сигизмунда, императора Священной Римской империи. В то время император был посредником на переговорах между дядей невесты, королём Польши и магистром Тевтонского ордена. Брак оказался счастливым. Кимбурга Мазовецкая стала второй, после Гертруды Гогенбергской, прародительницей всех поздних линий Габсбургов по мужской линии.
По мнению некоторых исследователей, именно она принесла в род Габсбургов прогнатизм — выступающую нижнюю губу, бывшую особым анатомическим признаком большинства членов рода на протяжении многих поколений, вплоть до XVIII века. Однако статуя Кимбурги Мазовецкой в Хофкирхе в городе Инсбрук не имеет этого признака, в то время как у прадеда её мужа, герцога Альберта I Австрийского, этот признак присутствует на портрете.
По преданию, она была также известна своей исключительной силой. Могла, например, забивать гвозди в стену голыми руками и раскалывать орехи между пальцами. Этот признак передался одному из её потомков, Августу Сильному, который разрывал подковы голыми руками.
Кимбурга Мазовецкая пережила своего мужа и умерла в Тюрнице, в эрцгерцогстве Австрия 28 сентября 1429 года. Она была похоронена в аббатстве Лилиенфельд.

## Семья
В семье Эрнста I Австрийского и Кимбурги Мазовецкой родились 9 детей, 5 из которых умерли в юном возрасте; выжили два сына и две дочери.
- Фридрих (21.09.1415 — 19.08.1493), император Священной Римской империи под именем Фридриха III;
- Маргарита (1416 — 12.02.1486), вышла замуж за Фридриха II, курфюрста Саксонии;
- Альбрехт (18.12.1418 — 2.12.1463), эрцгерцог Австрии под именем Альбрехта VI.
- Екатерина (1420 — 11.08.1493), вышла замуж за Карла I, маркграфа Бадена;
- Эрнст (1420 — 10.08.1432), эрцгерцог Австрии под именем Эрнста II;
- Александра (род. и ум. 1421);
- Анна (1422 — 11.11.1429);
- Рудольф (род. и ум. 1424);
- Леопольд (род. и ум. 1424).